# Historia historiografii
Historia historiografii – obejmuje dzieje piśmiennictwa historycznego od jego początków do dziś. Jej badaniem zajmuje się odrębny dział historii.

## Powszechne dzieje historiografii

### Starożytność

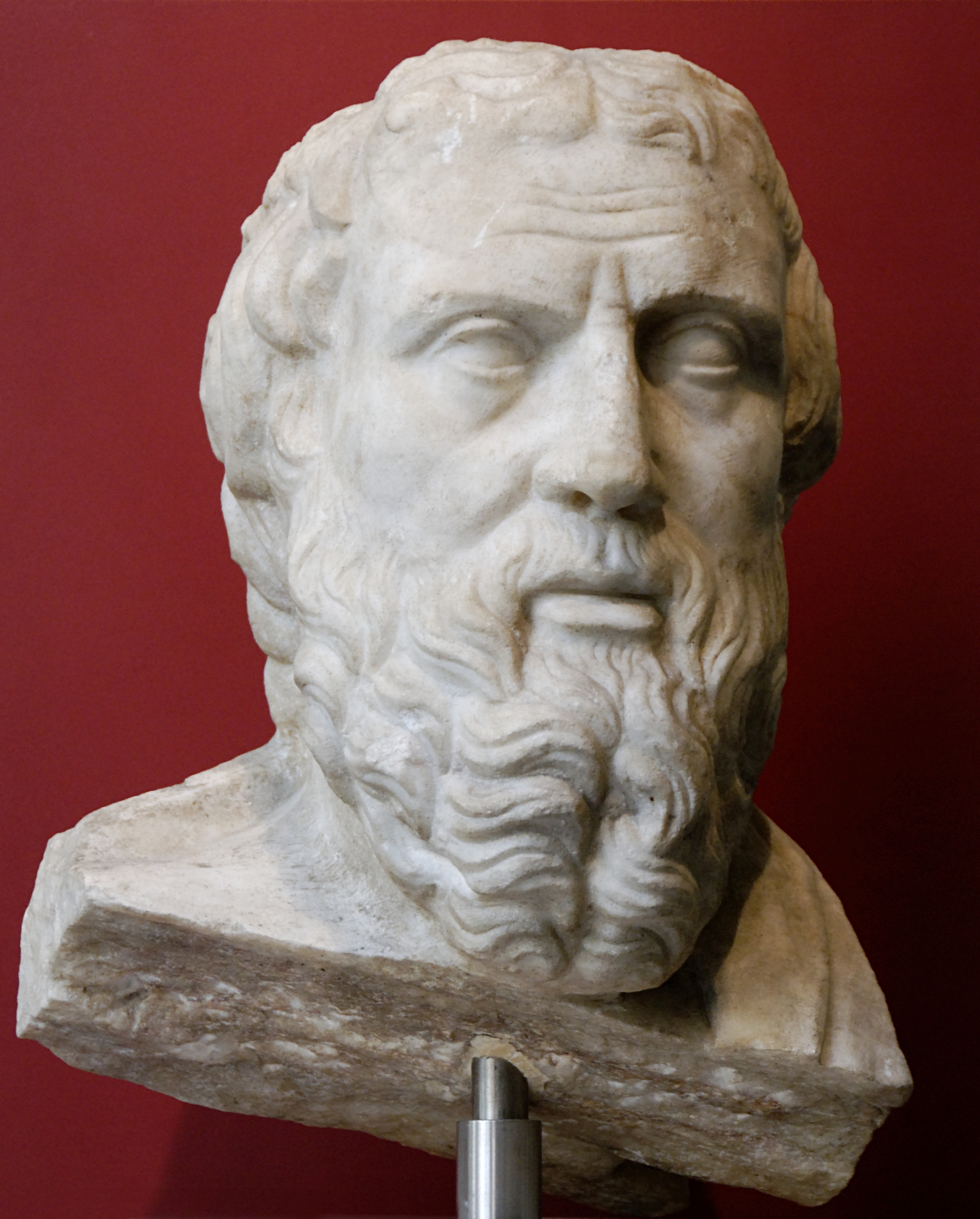
Herodot

Pierwsze znane opisy czasów minionych są obarczone silnym paradygmatem religijnym, mitologicznym lub teologiczno-prawnym (zobacz np. Tora). Pierwsi greccy kronikarze opisywali z reguły mitologię założycielską politycznych systemów terytorialnych, w których żyli (zobacz Homer). Opisy dziejów rzeczywistych rozpoczęły się w europejskim obszarze kulturowym w starożytnej Grecji w V w. p.n.e. Herodot jako pierwszy postanowił oddzielić to co prawdziwie się zdarzyło, od tego co jest domeną legendy. Pierwszy krytyczny rozbiór historyczny (krzyżujący dostępne źródła) znajduje się u Tukidydesa, w jego historii wojen peloponeskich – dziele uważanym za pierwsze dzieło historyczne. W starożytności różnorodne opisy historyczne zaistniały na terenie całego Imperium Rzymskiego (zobacz np. Tacyt, Tytus Liwiusz, Pliniusz Starszy). W podobnym czasie powstają pierwsze dzieła historiograficzne w cywilizacji chińskiej (Kronika Wiosen i Jesieni z komentarzem  Zuozhuan, Zapiski historyka Sima Qiana).

### Średniowiecze

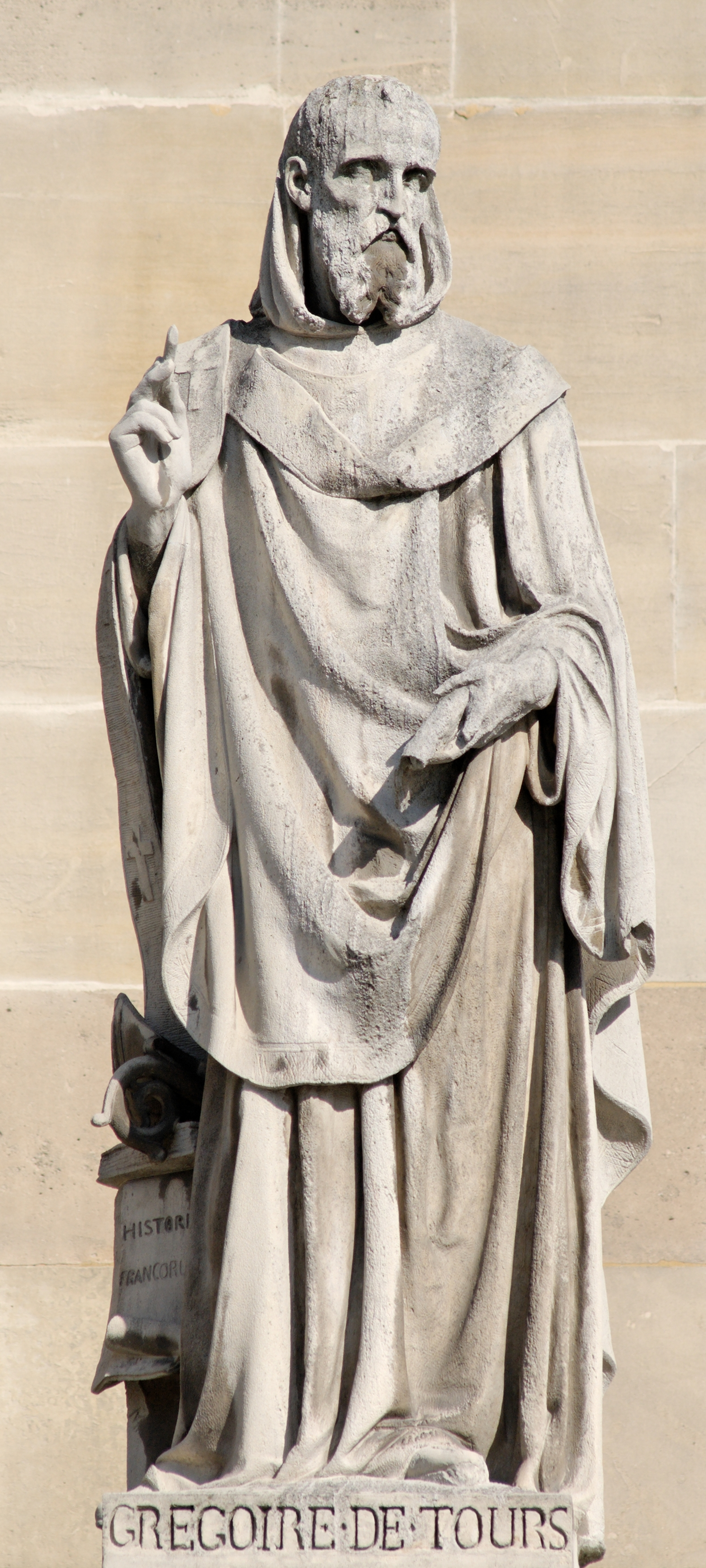
Grzegorz z Tours

We wczesnym średniowieczu zapis dziejów stał się istotnym czynnikiem cywilizacji chrześcijańskiej i był praktykowany głównie przez mnichów i księży w klasztorach i na najważniejszych dworach. Spisywane na bieżąco były wydarzenia polityczne, genealogie, biografie (w tym żywota świętych, patrz: hagiografia). Powstawały wówczas roczniki, kroniki, res, gesta, opera, acta, vitae. Wśród ówczesnych historyków zobacz np.: Beda Czcigodny, Thietmar, Adam z Bremy, Anna Komnena, Geoffrey of Monmouth, Gall Anonim. W tym okresie rodzi się również historiografia arabska (zobacz: Al Masudi).
W późnym średniowieczu dzieła historyczne zaczęły przybierać formę coraz mniej uwarunkowaną pierwiastkiem religijnym. Jednocześnie historycy zaczęli zwracać uwagę na okoliczności towarzyszące wielkim ludziom lub wydarzeniom. W ten sposób, w dobie rodzącego się humanizmu rozpoczęła się historia społeczna. Zobacz np. u schyłku średniowiecza Jean Froissart, Jan Długosz, wreszcie w pełni renesansowy: Leonardo Bruni.

### Renesans

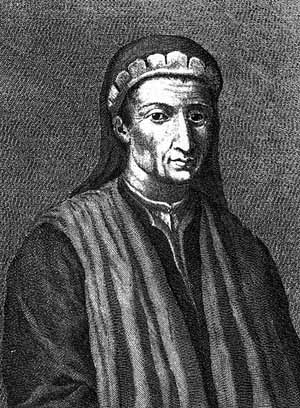
Leonardo Bruni

Historycy Renesansu odkryli na nowo klasykę starożytności, co wpłynęło zasadniczo na metodologię historyczną: pogłębiło krytyczne podejście do źródeł pisanych, z wyszczególnieniem analizy dokumentów (zobacz: dyplomatyka), włączyło obiekty badań epigrafiki czy numizmatyki do źródeł historycznych. Reformacja i kontrreformacja są okresem, w którym po raz ostatni ideologia religijna odgrywa istotną rolę historiograficzną. Historycy renesansu zobacz np. Marcin Kromer.

### Oświecenie i romantyzm

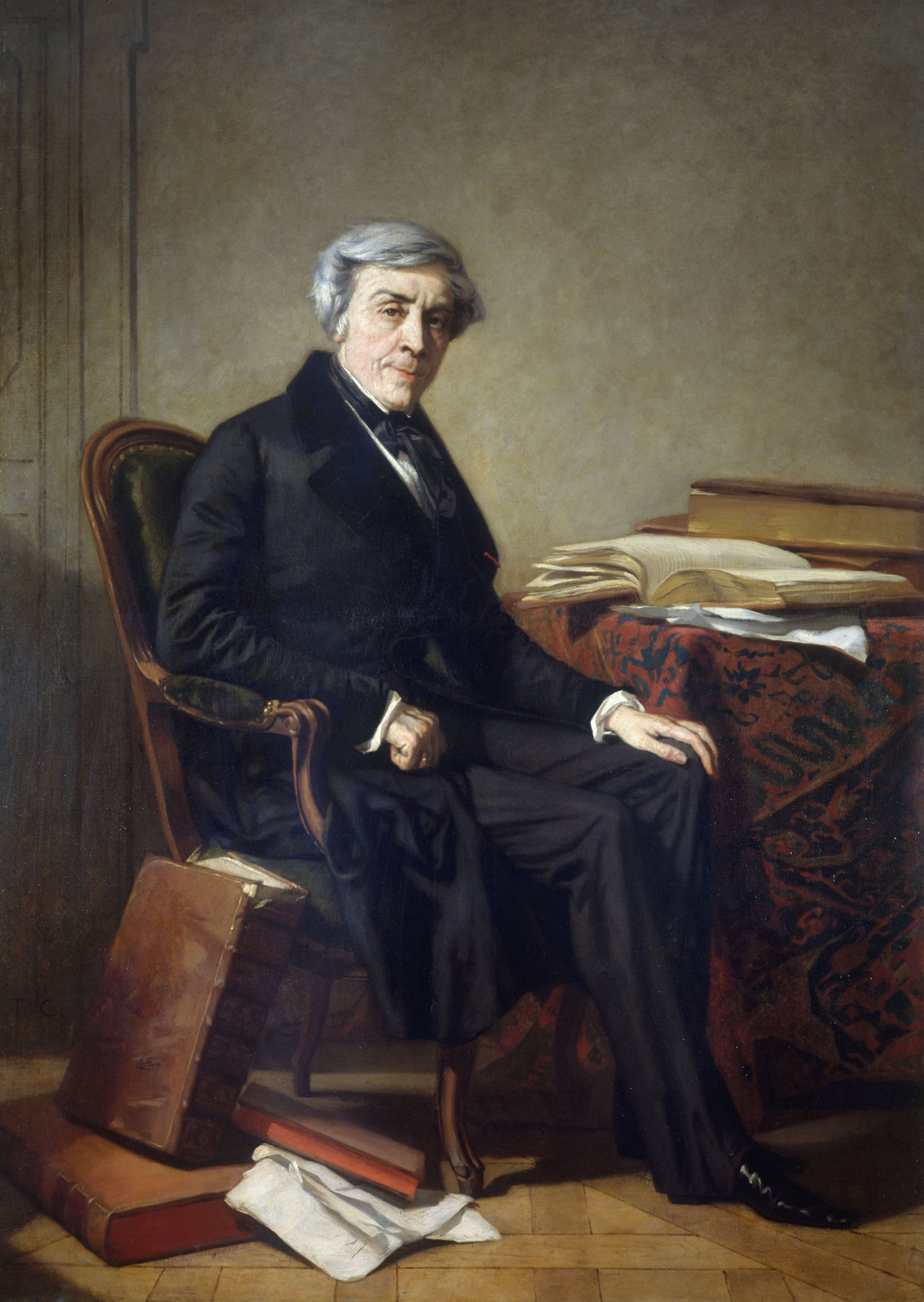
Jules Michelet

W XVIII wieku oświecenie odgrywa dużą rolę w rozwoju nauk humanistycznych (zobacz: Voltaire i jego "Wiek Ludwika XIV"), lecz zasadnicze zmiany przyniesie dopiero następne stulecie. W czasach nowożytnych zrodziła się historia uważana do dziś za nowoczesną. W XIX wieku ustalił się kanon nauk pomocniczych historii, który z niewielkimi dodatkami trwa do dziś. Duży wpływ na profesjonalizację badań miała tzw. szkoła getyńska. Historycy wykraczali coraz bardziej poza dzieje polityczne i ogarniali swoimi badaniami wiele aspektów społecznych, gospodarczych, cywilizacyjnych, na co wpływ miał m.in. romantyzm.

### Schyłek wieku XIX i wiek XX

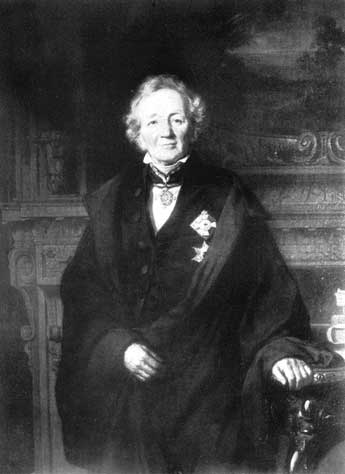
Leopold von Ranke

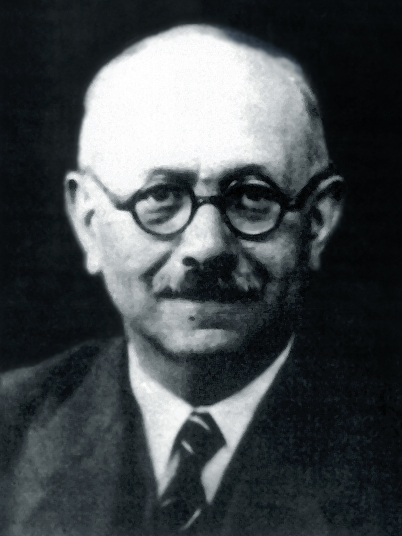
Marc Bloch

Do wcześniejszego krytycyzmu dołączył wymóg obiektywizmu, w szczególności pod wpływem pozytywizmu. Do rozwoju badań historycznych przyczynił się wzrost uniwersytetów i szkół wyższych w XIX-wiecznej Europie. Na początku XX wieku, pod wpływem francuskiej szkoły historycznej, badania historyczne wykraczają z obszaru czystej faktografii i obejmują długie ewolucje cywilizacyjne, w szeroko zakrojonych badaniach porównawczych (słynna École des Annales: Lucien Febvre, Marc Bloch, a następnie w XX wieku Fernand Braudel, Jacques Le Goff). Zobacz w Polsce np.: Joachim Lelewel, Wojciech Kętrzyński, Józef Widajewicz, czy trochę później Szymon Askenazy lub Oswald Balzer.
Od końca XIX wieku do chwili obecnej trwa bardzo ożywiona dyskusja nad statusem historiografii i wiedzy historycznej w kulturze. Zapoczątkowana ona została przez publikację przez Friedricha Nietzschego eseju O pożytku i szkodliwości historii dla życia czyli drugich „Niewczesnych rozważań”, w których  zarzuca historykom (dotyczy to głównie historyków niemieckich, lecz nie tylko ich) pomylenie szczegółowości z prawdą a beznamiętności z uczciwością.
Kontynuującą refleksję Nietzschego XX wieczną krytykę  historiografii  można podzielić na kilka etapów i związanych z nimi aspektów problemowych:
- W pierwszej kolejności była to krytyka przede wszystkim historiografii „tradycyjnej” i „faktograficznej”. Rozpoczęli ją w latach trzydziestych XX wieku reformistycznie nastawieni historycy: twórcy szkoły Annales: Lucien Febvre i Marc Bloch, a kontynuowali między innymi Fernand Braudel i Jacques Le Goff. Zalecano tutaj przede wszystkim zbliżenie historiografii do nauk społecznych i tym samym rozszerzenie jej horyzontu poznawczego.
- Przedstawiciele mikrohistorii i antropologii historycznej: Emmanuel Le Roy Ladurie i Carlo Ginzburg akcentowali potrzebę głębszych przemian w historiografii, uwzględniających nie tylko jej warstwę narracyjną czy metodologiczną, lecz przede wszystkim fundamentalną perspektywę poznawczą. Historycy powinni szukać w źródłach nie faktów do zinterpretowania, lecz żywych ludzi, których należy zrozumieć.
- Historyk, w ujęciu Michela Foucaulta, powinien zmienić swoją relację do badanej rzeczywistości i nie występować względem niej jedynie jako badacz, lecz jako społecznie zaangażowany krytyk teraźniejszości. Historiografia w takim ujęciu, ma stać się formą krytyki społecznej i formą autorefleksji nad własną kulturą[1].

W wieku XX powstało wiele odmiennych szkół historycznych, tworzących rzeczywistą debatę metodologiczną. Jednocześnie część historyków przyjęła w swych badaniach postawy ideologiczne (w szczególności w I połowie XX wieku: historycy marksistowscy i nazistowscy). W XX wieku rozwinęły się także badania nad historią innych nauk (zobacz np. historia sztuki, historia literatury, historia religii). Po wojnie w Polsce powstało kilka istotnych szkół historycznych, wokół największych historyków polskich. Większość z nich była mediewistami, aby uniknąć marksistowskiej interpretacji dziejów – zobacz np. Aleksander Gieysztor, Henryk Samsonowicz, Jerzy Kłoczowski, Gerard Labuda.
Druga połowa XX wieku to także powstanie wielu nowych pól dla badań historycznych, np. historia kolorów, historia uczuć, historia idei sportowej, historia kobiet czy historia przedsiębiorczości. Koniec XX wieku i jego przełom z wiekiem XXI charakteryzuje się nowymi kierunkami badawczymi, wynikającymi często z wielodyscyplinarnego podejścia, na pograniczu historii i psychologii, socjologii, czy np. politologii.

## Historia polskiej historiografii

### Dziejopisarstwo polskie wieków średnich

#### Historiografia polska w X–XIV wieku
Polska przystępując w X wieku do wspólnoty chrześcijańskich krajów Europy zachodniej tym samym dołączyła do zachodnioeuropejskiego ruchu historiograficznego. Historiografia zachodnioeuropejska nie była jedynym nurtem historiografii chrześcijańskiej epoki (od VI do XV wieku), jednak była jej główną odmianą. Bazowała na tzw. chrześcijańskiej teologii dziejów, gdzie Opatrzność określała wszystko, co się dzieje na świecie (boska władza nad światem i Bóg uczestniczy w każdym działaniu – wszystko dzieje się za jego wiedzą). Wyszczególnione były granice możliwego i niemożliwego poznania w postrzeganiu świata – sprawy ludzkie i sprawy boskie – stąd, za główne czynniki dziejotwórcze uważano władzę kościelną i władzę monarchów.
Średniowiecze wypracowało charakterystyczne gatunki dziejopisarstwa:
- roczniki (bazowały na chronologii)
- kroniki (bazowały głównie na opowiadaniu)

Do głównych dzieł historiograficznych wieków średnich należą:
- Cronica et gesta ducum sive principum Polonorum Galla Anonima
- Cronica Polonorum Wincentego Kadłubka
- Kronika wielkopolska
- Kronika Dzierzwy
- Kronika polsko-śląska
- Kronika książąt polskich
- Kronika Janka z Czarnkowa
- Kronika papieży i cesarzy Marcina Polaka
- Annales seu cronicae incliti Regni Poloniae Jana Długosza

### Historiografia polska w XV wieku
Głównym centrum rozwoju historiografii w Polsce stał się Kraków. Historiografię uprawiano tutaj zarówno na dworze królewskim jak i w ośrodkach kościelnych oraz, co było wówczas w Europie zjawiskiem wyjątkowym, także na uniwersytecie. Wprowadził ją bowiem do swoich wykładów profesor Uniwersytetu Krakowskiego i jego wieloletni rektor Jan z Dąbrówki (ur. 1395/1400, zm. 1472).
W historiografii polskiej XV w. pierwsze miejsce zajmuje Jan Długosz (1415–1480). Był on m.in. przybocznym sekretarzem biskupa krakowskiego i kardynała Zbigniewa Olesińskiego, kanonikiem katedry krakowskiej, wychowawcą i nauczycielem synów królewskich: Władysława późniejszego króla czeskiego, następnie Kazimierza, który został kanonizowany, a także Jana Olbrachta i Aleksandra. Nie zdążył objąć arcybiskupstwa lwowskiego na skutek śmierci.
Jan Długosz sporządził opis znajdujących się w katedrze krakowskiej zdobytych pod Grunwaldem krzyżackich chorągwi pt: Banderia Prutenorum. Jego dziełem był zbiór herbów rycerskich w liczbie 93 pt: Znaki – czyli klejnoty królestwa polskiego, którego oryginał nie zachował się. Napisał także dwa żywoty św. Stanisława i błogosławionej Kingi.
Największe dzieło polskiej średniowiecznej historiografii autorstwa Długosza Roczniki, czyli kroniki sławnego Królestwa Polskiego było utworem zainspirowanym przez zmarłego kard. Zbigniewa Olesińskiego. Jako historyk Jan Długosz oceniał całokształt dziejów Polski z punktu widzenia politycznego programu swojego zmarłego protektora. Był zdecydowanym zwolennikiem rodzimej dynastii. Nie krył, że wolałby widzieć na tronie mazowieckich Piastów niż Jagiellonów. Zgodnie z programem Olesińskiego był zwolennikiem teokratycznej koncepcji stosunków między państwem a Kościołem. Dowodził, że państwo powinno zostać poddane pod jego władzę. Był orędownikiem silnej teokratycznej monarchii sprawującej rządy niezależne i sprawiedliwe.
Roczniki Jana Długosza składają się z 12 ksiąg:
- I – zawiera opis ziem polskich, czasy przedchrześcijańskie i panowanie Mieszka I,
- II – panowanie Bolesława Chrobrego i Mieszka II,
- III – panowanie Kazimierza Odnowiciela i Bolesława Szczodrego,
- IV – panowanie Władysława Hermana i Bolesława Krzywoustego,
- V – okres dzielnicowy do 1173,
- VI – do roku 1241,
- VII – do koronacji Przemysła II (1295),
- VIII – do roku 1300,
- IX – panowanie Władysława Łokietka i Kazimierza Wielkiego,
- X – panowanie Ludwika Węgierskiego, Jadwigi i Jagiełły do 1409,
- XI – do roku 1435,
- XII do początku 1480.

Z jednej strony można Jana Długosza zaliczyć do najwybitniejszych europejskich historyków jego czasów, z drugiej strony ze swoją ortodoksyjnie prowidencjalistyczną wizją świata i teokratycznym programem politycznym nie całkiem zasługiwał na to miano. Chociaż utrzymywał kontakty z humanistami swoich czasów i po części nie było mu także obce humanistyczne piśmiennictwo, należał nie do nowego, ale do starego, odchodzącego już świata, a jego dziejopisarstwo, pomimo swych zalet, w porównaniu z nową historiografią było dziejopisarstwem równie świetnym, co już wówczas anachronicznym. W takich jak on kategoriach uprawiali historię wówczas nie nowatorzy lecz epigoni.

### Dziejopisarstwo polskie okresu Odrodzenia
Dziejopisarstwo Odrodzenia rozwinęło się na bazie przenikających do polskiej myśli włoskiego humanizmu, szybko de facto przyswojonych. Głównym założeniem rozumienia dziejów było rozumienie ich jako rezultatu świadomych i celowych działań władzy politycznej, rozpatrywanie ich z punktu widzenia motywacji oraz skuteczności w osiąganiu założonych celów. Odrodzenie wypracowało dwa modele historiograficzne:
- retoryczny (twórcą był Leonardo Bruni, który proponował uprawianie historii jako literatury pięknej z dbałością o artystyczne wartości historycznej narracji),
- erudycyjno-krytyczny (zapoczątkowany przez Flavia Bionda, stawiał przed historiografią głównie zadania poznawcze, na pierwszy plan wysuwała krytyczne weryfikowanie przez historyka podawanych informacji).

Do głównych dzieł historiograficznych odrodzenia należą:
- Historia de rege Vladislao (Historia o królu Władysławie) Filipa Kallimacha
- Kronika Bernarda Wapowskiego
- De origine et rebus gestis Polonorum libri XXX (O pochodzeniu i dziejach polaków ksiąg XXX) Marcina Kromera (1555)
- Tractatus de duabus Sarmatiis (Traktat o dwóch Sarmacjach, 1517) oraz Chronica Polonorum (Kronika Polaków, 1519) Macieja z Miechowa
- De vetustatibus Polonorum (O starożytności Polaków) Jodoka Ludwika Decjusza
- Annales, Sive de origineet rebus gestis Polonorum et Lituanorum libri VIII (Roczniki czyli o pochodzeniu Polaków i Litwinów ksiąg VIII) Stanisława Sarnickiego (1587)
- De bello Moscovitico libri sex (O wojnie moskiewskiej ksiąg sześć) Reinholda Heidensteina (1585)

Powyższe pozycje należały do sponsorowanych przez dwór. Istniało również dużo prywatnych inicjatyw historiograficznych:
- 'Dekady Leonarda Góreckiego (dziś dzieło zaginione)
- Kronika wszytkiego świata Marcina Bielskiego

Dużym zainteresowaniem ze strony historiografów cieszyły się dzieje historii najnowszej owego czasu
- Annales Polonici ab excessu divi Sigismundi primi (Roczniki polskie od zejścia dostojnego Zygmunta I) Stanisława Orzechowskiego (1554 r., wyd. 1611)
- Dzieje w koronie polskiej Łukasza Górnickiego
- Commentarius brevisrerum Polonicarum a morte Sigismundi Augusti (Krótki komentarz o sprawach polskich od śmierci Zygmunta Augusta) Jana Dymitra Solikowskiego (1647)
- Rerum polonicarum libri tres (Trzy księgi dziejów polskich) oraz Rerum polonicarum liber XIII (Dziejów polskich ksiąg XIII) Krzysztofa Warszewickiego (1589)
- Acta interregni post obitum nimirum Sigismundi Augusti (Akta bezkrólewia mianowicie po zgonie Zygmunta Augusta) Świętowsława Orzelskiego

Rozwinął się także nurt historiografii regionalnej:
- Cronica sive historia Lithuaniae (Kronika czyli historia Litwy) Augustyn Rotundus (Mielski) (po 1551)
- Która przed tym nigdy światła nie widziała kronika polska, litewska, żmodzka i wszystkiej Rusi oraz O początkach, wywodach, dzielnościach sprawach rycerskich i domowych sławnego narodu litewskiego, żemojdzkiego i ruskiego Macieja Stryjkowskiego.

Na marginesie powyższych rozwijała się biografistyka historyczna i heraldyka.
Należałoby również wspomnieć Książeczkę o umiejętności dziejopisarskiej napisaną przez Stanisława Iłowskiego – pierwszy polski traktat z zakresu metodologii historii oraz Acta Tomiciana, będące fundamentalnym zbiorem źródeł dla historyków, zebranych przez Stanisława Góreckiego.